# Viola tucumanensis
Viola tucumanensis är en violväxtart som beskrevs av Wilhelm Becker. Viola tucumanensis ingår i släktet violer, och familjen violväxter. Inga underarter finns listade i Catalogue of Life.